# Love Song Best
Love Song Best (dt. Beste Liebeslieder; Eigenschreibweise: LOVE SONG BEST) ist das dritte Kompilationsalbum von der japanischen Sängerin Crystal Kay. Das Album wurde über ihre ehemalige Plattenfirma Sony Music Entertainment Japan, am selben Tag wie ihre Debütsingle Superman, bei ihrer neuen Plattenfirma Deli Delicious Records, veröffentlicht.

## Details zur Kompilation
Love Song Best wurde am 14. Dezember 2011 veröffentlicht und verfügt über die erfolgreichsten Liebeslieder, auch unveröffentlichte Lieder von Crystal Kay, welche von 1999 bis 2010 aufgenommen wurden. Das Kompilationsalbum wurde in einer regulären und limitierten Version veröffentlicht. Die limitierte Version kommt mit einer X'mas&Winter Song Collection Disc, worauf sechs weitere Lieder drauf sind. Die Lieder Time of Love und Cannonball wurden als Titelmelodien, für das NHK-Dorama 10-nen Saki mo Kimi ni Koishite, verwendet. Es ist außerdem Kay’s schlecht verkauftestes Kompilationsalbum.
- Katalognummern – Reguläre CD-Version: ESCL-3815[3]; Limitierte 2CD-Version: ESCL-3813/4.[4]

## Titelliste

### Disc 1
| #   | Titel                                             | Übersetzung                          | Länge |
| --- | ------------------------------------------------- | ------------------------------------ | ----- |
| 1.  | Boyfriend: Part II                                | Fester Freund: Zweiter Teil          | 5:01  |
| 2.  | Koi ni Ochitara (恋におちたら)                    | Wenn ich verliebt bin                | 4:30  |
| 3.  | Kiss                                              | Kuss                                 | 5:31  |
| 4.  | My Dear                                           | Mein Liebster                        | 4:12  |
| 5.  | Journey: Kimi to Futari de (Journey ~君と二人で~) | Reise, zusammen mit dir              | 4:03  |
| 6.  | Time of Love                                      | Zeit der Liebe                       | 5:45  |
| 7.  | Cannonball                                        | Kanonenkugel                         | 4:22  |
| 8.  | After Love: First Boyfriend feat. Kaname          | Nach der Liebe: Erster fester Freund | 3:33  |
| 9.  | Flash                                             | Blitz                                | 3:31  |
| 10. | Curious                                           | Neugierig                            | 4:21  |
| 11. | Two as One                                        | Zwei zusammen                        | 3:47  |
| 12. | Kitto Eien ni (きっと永遠に)                      | Sicherlich für immer                 | 5:04  |
| 13. | Namida ga Afurete mo (涙があふれても)             | Überfließende Tränen                 | 5:13  |
| 14. | Lost Child (Original Version)                     | Verlorenes Kind (originale Version)  | 6:38  |
| 15. | Konna ni Chikaku de… (こんなに近くで...)          | Diese Nähe                           | 4:04  |
| 16. | Hard to Say                                       | Schwer zu sagen                      | 4:50  |

### Disc 2
| #  | Titel                   | Übersetzung                  | Länge |
| -- | ----------------------- | ---------------------------- | ----- |
| 1. | No More Blue Christmas' | Kein blaues Weihnachten mehr | 4:35  |
| 2. | Happy 045 Xmas          | Glückliches 045 Xmas         | 4:02  |
| 3. | As One                  | Als Eins                     | 5:06  |
| 4. | Love It Take It         | Liebe es, nehme es           | 3:28  |
| 5. | Shining                 | Strahlend                    | 4:49  |
| 6. | Think of U              | Denke an dich                | 4:55  |

## Verkaufszahlen und Charts-Platzierungen

### Charts
| Charts                           | Position | Verkaufszahlen | Charts-Aufenthalt |
| -------------------------------- | -------- | -------------- | ----------------- |
| Wöchentliche Oricon Album-Charts | 81       | 4.109          | Fünf Wochen       |